# Reggenza di Lampung Selatan
La reggenza di Lampung Selatan o reggenza di Lampung Meridionale (in indonesiano: Kabupaten Lampung Selatan) è una reggenza dell'Indonesia, situata nella provincia di Lampung.
Il capoluogo della reggenza è Kalianda.